# Aloe conspurcata
Aloe conspurcata é uma espécie de liliopsida do gênero Aloe, pertencente à família Asphodelaceae.